# المنهل (قاموس)
قاموس المنهل هو قاموس فرنسي-عربي، ألفه دكتور سهيل إدريس. الطبعة الأولى للقاموس عام 1970، وتبنت طباعته مطبعة دار الآداب في بيروت بلبنان.